# 顔面静脈
顔面静脈（がんめんじょうみゃく）は頭頸部の静脈の一つ。鼻根側面/内眼角付近から始まり、眼角静脈に直接繋がる他、同部にて滑車上静脈、眼窩上静脈などの小さな枝と合流する。顔面動脈の裏側に横たわり、カーブの少ない経路を取る。外口蓋静脈と合流後、およそ半分程度が下顎後静脈前枝と合流して総顔面静脈を作るが、残りは内頸静脈と直接繋がる。顔面静脈は弁を持たず、他の大部分の表在静脈のように弛緩していない。

## 経路
下後方に進み、咬筋前縁から表層を通り、下顎体を交差、広頸筋・頸筋膜の真下、顎下腺・顎二腹筋・茎突舌骨筋の表層を通る。

## 追加画像

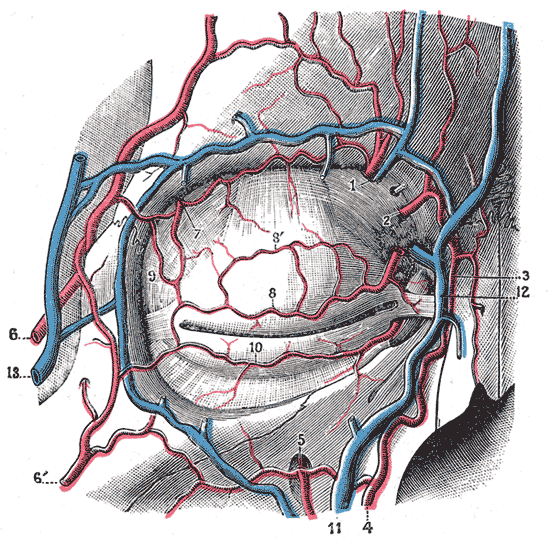
Bloodvessels of the eyelids, front view.
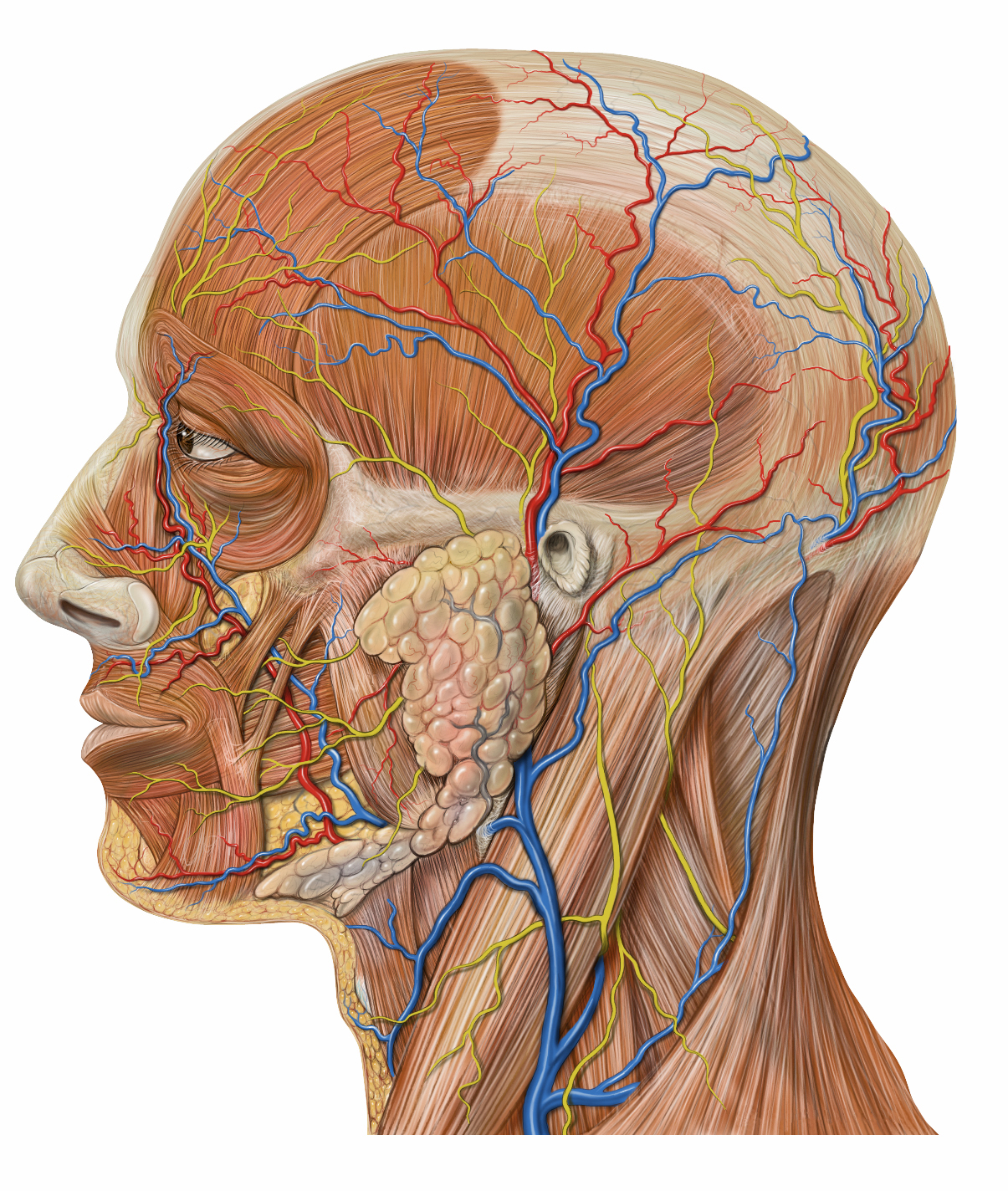
Lateral head anatomy detail
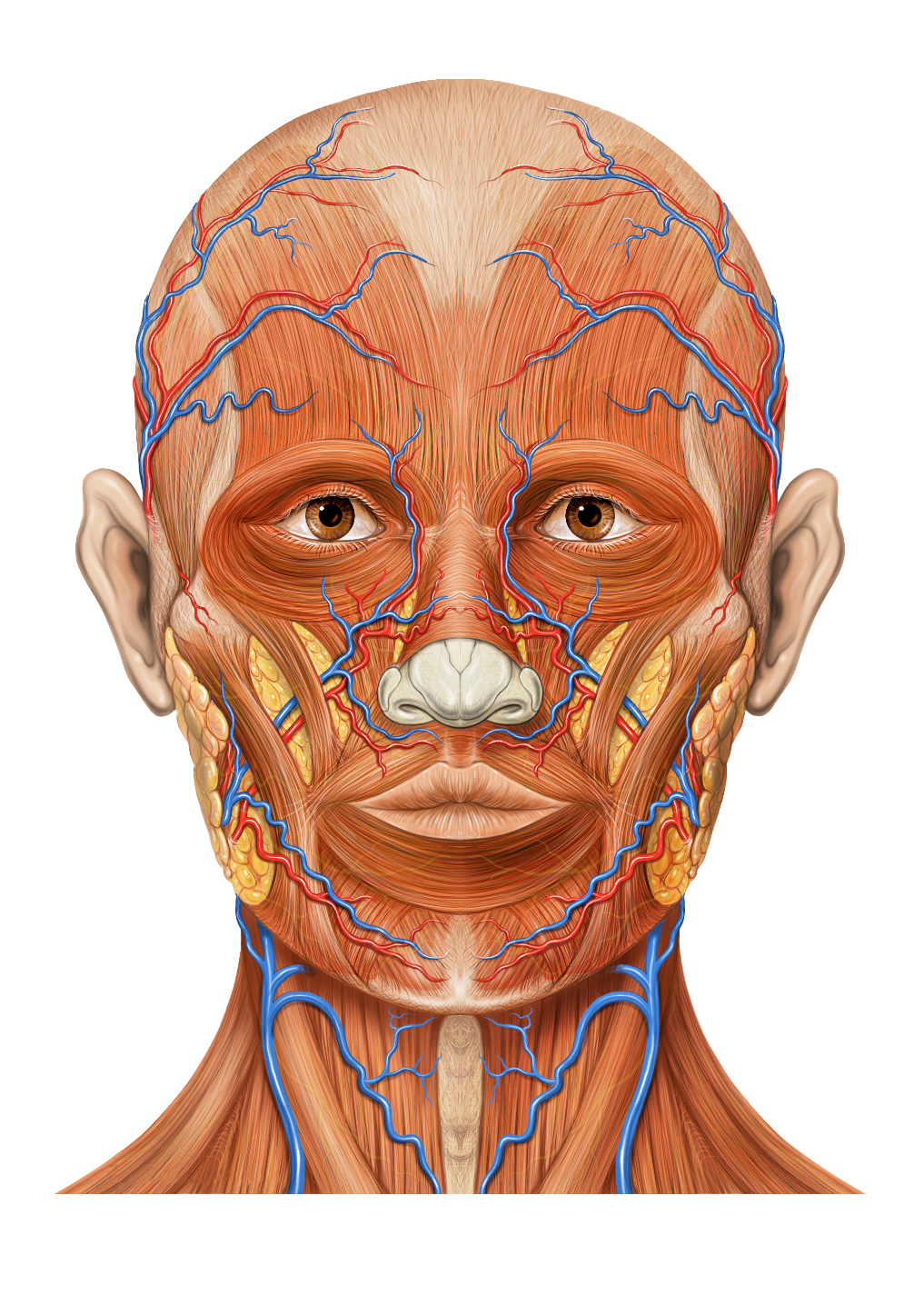
Head anatomy anterior view